# Острів вічного кохання
«Острів вічного кохання» (ісп. La isla de los amores infinitos) — роман кубинської письменниці Даїни Чав'яно.
Книга написана у вигляді сімейної саги, події якої вібуваються у двох часових лініях: перша — наш час, друга — 1850-і роки.

## Сюжет
Сучасна історія обертається навколо досліджень паранормального Сесілією, молодою журналісткою. Вона досліджує фантомний будинок, який з'являється і зникає в різних частинах Маямі. Декілька свідків стверджують, що бачили мешканців цього будинку, чия поведінка, схоже, приховує таємницю, яку Сесілія вирішує розкрити.
Перед тим, як розпочати розслідування в будинку, Сесілія йде до бару, де зустрічає стару жінку, з якою починає товаришувати. Ніч за ніччю Сесілія вислуховує історії цієї жінки, яка повертається на це місце кожного вечора, щоб чекати на таємничого гостя. Це пояснюється інша частина роману, події якої розпочинаються в XIX столітті в трьох регіонах світу: Африці (Королівство Іфе, нині Нігерія), Китаї (Кантон) та Іспанії (Куенка).
Різні магічні або надприродні події зводиться до того, що три історії з минулого починають змішуватися: обіцянка древнього бога змінює майбутнє молодої жінки в горах Куенки (Іспанія); ритуал, в якому викликається божества почуття, він таємно закохуєтбся в молоду дівчину, яка потрапляє під демонічний чари богині; дух, який можуть бачити тільки жінки певної сім'ї, викликає події, які й вирішують долю всіх членів родини; раптова поява примари призводить до загибелі вдови... Всі ці події завершуються історією кохання, яке має спровокувати протистояння двох сімей.
Частина історії, частина романтики, частина готики, частина езотерики, роман також віддає данину поваги болеро. Історичні особистості зі світу музики поєднуються з вигаданими персонажами і є частиною сюжету: піаніст Хоакін Нін (батько Анаїс Нін), Ернесто Лекуона, Ріта Монтанер, Бені Море, Ла-Лупе, співачка Фредесвінда Гарсія та інші історичні особи потрапляють на сторінки роману.

## Публікація та переклади
Роман був вперше опубліковано в Іспанії компанією Grijalbo (Random House Group) у 2006 році під назвою ісп. La isla de los amores infinitos.
«Острів вічного кохання», який було офіційно перекладено на 26 мов, став найпопулярнішим перекладеним кубинським романом всіх часів.
Його англійська версія було випущена компанією Riverhead Books-Penguin Group (переклад Андреа Л. Лабінгер) у червні 2008 року.